# 出口調査

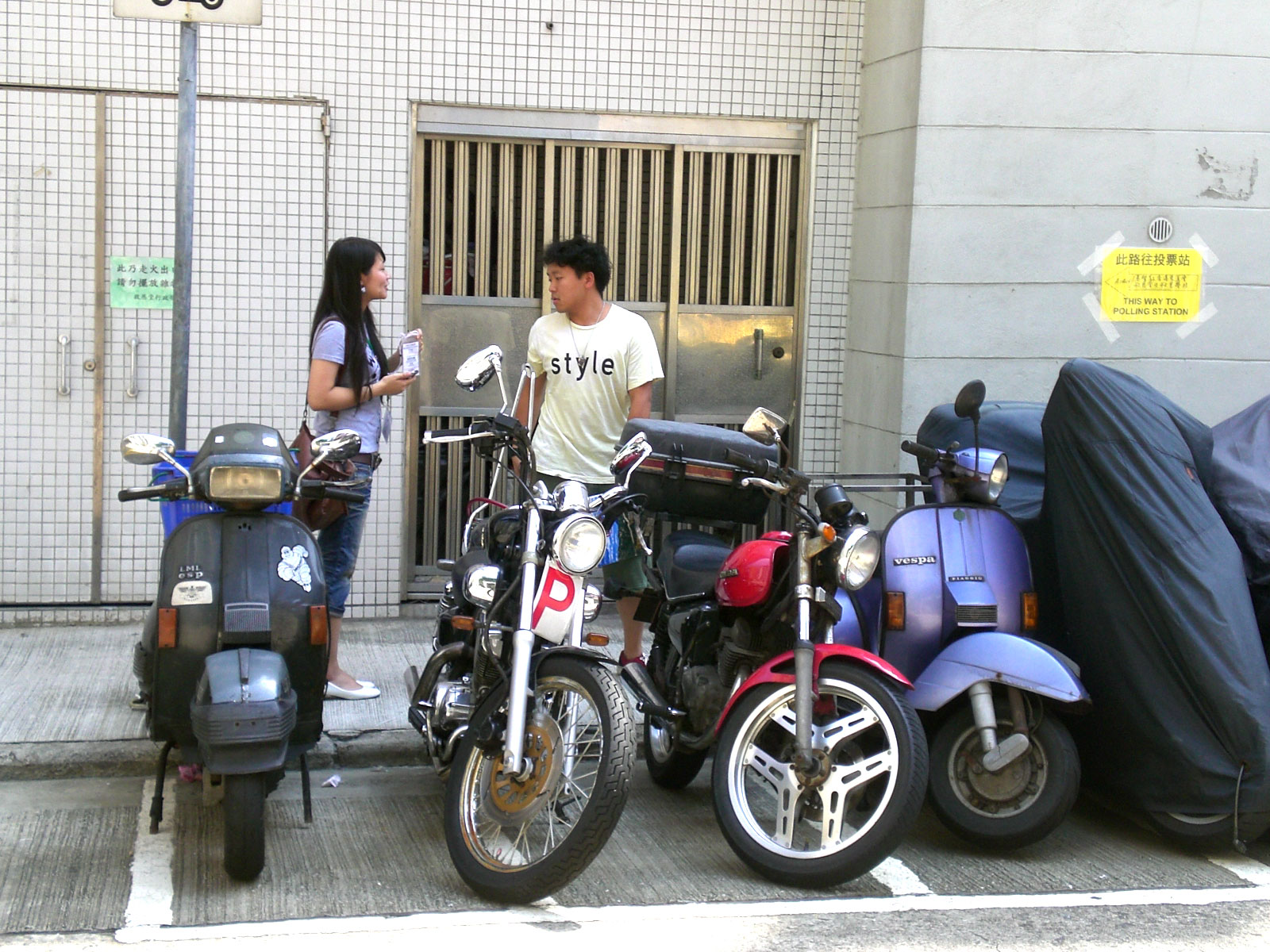
2008年の香港立法会の選挙における出口調査の様子

出口調査（でぐちちょうさ）とは、選挙結果を予測するため、投票所の出口で、投票した人に直接投票行動を尋ねて調べること。また、それに基づいて実際の得票数を推定すること。有権者の関心が集まる選挙の際に、テレビ局、新聞社などによって行われる。開票が進んでいない段階での候補者の当選の見込み（当選確実、当確）を推定するための主要な材料のひとつであるとともに、投票行動を定量的に分析するためにも用いられる。世論調査より正確性が高いことで知られる。あくまで民間調査であり、投票の秘密が保証されているので、聞かれても答える義務はない。

## 歴史

### 日本国外
アメリカ合衆国で、1967年のケンタッキー州知事選挙に際して、CBSのウォレン・ミトフスキーらによる調査が初の出口調査の事例とされている。翌1968年の大統領選挙の際に活用されて大成功を収め、その後は各放送局が競って出口調査を繰り広げた。1980年の大統領選挙時には、時間帯が異なる東部地域の有権者の出口調査結果が西部地域の投票時間に報道され、選挙に影響を及ぼしたという論争も起きた。
またオランダでも、同年の1967年オランダ総選挙において社会学者、政治家のマルセル・ファン・ダムがこれを実施した。
大韓民国（韓国）では、大統領選挙の出口調査は1997年が初だが、2022年までに当選予測が外れたことが1回もない。ただし、韓国国内約250の選挙区で当選者を当てなければならない総選挙では予測を度々外している。1996年の総選挙から2012年まで5回連続で予測議席数と実際の結果が違っている。2022年の韓国大統領選挙でも保守系最大野党「国民の力」の尹錫悦候補が与党「共に民主党」の李在明候補を5ポイント前後上回っているとの世論調査があふれていたが、当の出口調査では尹候補の優位は誤差範囲内の0.6ポイントで非常に薄氷の勝負だと予測した。疑念を呈した有権者が多かったが、実際の開票結果が0.73ポイント差の尹候補勝利となり、出口調査とわずか0.13ポイントしか違わなかった。事前投票者が投票者全体のほぼ半分に迫ったために出口調査が正確かどうか疑問視されたが、電話調査で事前投票者の投票状況を把握・選挙管理委が提供した事前投票者の年齢や性別などの変数を加味して予測したものが的中している。
国によっては複数の報道機関が共同で出口調査を行う場合もある。

### 日本
日本では、1989年5月の青森市長選（当選者は佐々木誠造）の際、青森放送の長崎昭義（当時:報道制作局報道部長）が初めて当調査を取り入れた。国政規模では同年の参院選の際、17都県で行われたTBS（JNN）による調査がもっとも早いもののひとつとされる。
国政選挙の場合は基本的に同じ系列の各メディアごとでの調査が主流であるが、2021年10月実施の第49回衆議院議員総選挙から朝日新聞社（朝日新聞）、共同通信社、テレビ朝日（ANN）、TBS（JNN）、フジテレビ（FNN）、テレビ東京（TXN）の6社が共同で、2025年7月実施の第27回参議院議員通常選挙から日本放送協会（NHK）と日本テレビ（NNN）、読売新聞社（読売新聞）の3社が共同で、それぞれ調査を行っている。
都道府県知事や政令指定都市の市長などを選出する地方選挙の場合、異なる系列のメディアが相乗りで合同調査を行う例も少なからず存在する。

## 調査の方法
以下は、毎日新聞で採用されている出口調査の方法の一例である。
出口調査は、投票区の標本抽出と投票者の標本抽出の2段階に分かれる。それぞれの段階において、限られた標本数のもとでできる限り無作為な抽出と妥当な推定を実現するため、様々な工夫がなされている。
投票区の抽出においては、まず、有権者数と前回の選挙の投票率から投票者数を推定し、統計的な推定を行うことができないほどに投票者数が少ないと見込まれる投票区が除外される。次に各投票区を、強く支持されているとされる政党や候補者などの観点で分類する。その各分類から、推定投票者数に比例する数の投票区が選ばれる。そのようにして選ばれた投票区の投票所に調査員が派遣され、一定の数の投票者を選んで質問することにより、投票者の抽出が行われる。
調査員は出口を通過する人を数え、均等な人数間隔・もしくは時間間隔をおいて調査への協力を依頼する。協力が得られた場合は質問を書いた用紙を渡し、投票者の筆記によって回答をしてもらう。調査員はその回答を読み取り、携帯電話などの機器を用いてその場でデータを集計者に送信する。質問では投票先のほか投票理由・支持政党を調べることが多い。その他、性別や年齢の情報を加える場合もある。
このような方法での出口調査に基づく得票率推定の精度は完全に無作為な場合には劣るものの、その誤差の比は1.5倍程度におさまるとされる。例としてはそれぞれ標本数1500から4000程度の、23回分の都道府県知事選挙における出口調査による推定の標準誤差が、同数の完全に無作為な抽出が行えた理想的なケースと比較して、おおむね2倍程度にとどまったと報告されている。

## 調査の実施と発表
日本の大型国政選挙では全国で数十万人を対象に実施される。期日前投票においても実施されており、これは投票日前に報じられる「中盤・終盤情勢分析」に反映される。
投票行動が変わることを防止するため、出口調査結果は投票締め切り時刻丁度かそれを過ぎてから発表される。しかし、日本の国政選挙の場合、有力政党や有力候補には投票締め切り前に情報漏洩しているとも言われ、翌日以降の新聞記事等には、投票締め切り前に情報入手した党幹部らが対応協議したとする描写が登場することがある。

## 「当選確実」判定への利用
当選確実（当確）を出す基準はそれぞれの報道機関が独自に決めている。多くの場合、出口調査の結果は開票の途中経過に次ぐ大きな判断材料となる。
当選は選挙管理委員会より発表される。よって、マスコミの票読みは「当選確実」と表現される。
そのほかの有効な手がかりとして、初期の開票作業の目視による観察が挙げられる。開票作業では最初に投票箱を開けて票を候補者別におおむね山分けする。報道機関の記者はその山を遠くから双眼鏡で確認し比較することによって、当選者を予想することができる。ほかにも、各選挙区における立候補者の知名度や実績、地盤や組織票の強さ・各区における支持政党の傾向など、投票前のアンケートや経験則に基づく情報が活用される。
一般に言う「開票」とは候補者別に山分けされた投票用紙を実際に数えることであるため、当選者と落選者の得票に大差がつくような無風選挙では、投票締め切り後1分もしないうちに（開票率0%で）当確が出ることもある（俗称「ゼロ打ち」）。日本では2003年の衆院選において20時の投票締切から23秒後にTBSが安倍晋三（山口4区）当確と報じた。また、2007年の都知事選でも投票締め切りの20時から1分程度経過した時点で石原慎太郎の当確を次々と報じた。もっとも、アメリカでは投票締切0秒後に当確を報じており、2008年アメリカ大統領選挙ではカリフォルニア州などの投票締切となった西海岸午後8時になった瞬間、すべての報道機関がバラク・オバマの「当選」を報じたほどである。
イギリスでも出口調査を行い、そのデータに基づいた党派別の議席予測を投票締切直後に発表するが、当確報道には利用せず、伝統的に当選発表は公式発表をもって「当選」としている。

## 問題
出口調査には、その方法に起因する偏りが存在する。ひとつの要因は、期日前投票に対する調査が困難なことである。期日前投票は、2007年の参院選では総投票数の18%に及ぶなど、投票全体のうち無視できない部分を占める。また、2005年の衆院選の奈良1区における調査では、当日投票と比べて期日前投票を行った人の中に公明党支持者が多いことが報告されており、期日前投票と当日投票との間には投票傾向の異なりがあることが分かっている。しかしながら、期日前投票では投票の日時が広く分散するため、当日投票と比較して大きなコストがかかることから本格的な調査が困難である。そのほか、回答に協力する人と拒否する人との間での違い、投票者の少ない投票区の切り捨てによるカバー率低下の問題も存在する。
上述のように出口調査はあくまで限られた標本に基づくサンプル調査に過ぎないため、一定の量の誤差を避けることができない。したがって、それに基づいて判定される当確も100%確実なものではない。一方でテレビ局同士の間では当確情報の速さと正確さを競う傾向が強いため、選挙特別番組での当確報道の誤報（当確ミス）が多いことが問題となっている。調査結果からくる政党別議席予想と実際の結果が大幅にずれていた場合、テレビ局では責任者の更迭人事をとっている。
2017年の第48回衆議院議員総選挙の事例
新潟県第3区は激戦地帯であり、この選挙区は、当選した黒岩宇洋（無所属）と、次点の斎藤洋明（自由民主党）の票差がわずか50票差（惜敗率99.9％）の大接戦であったため、TBS、テレビ朝日、朝日新聞は斎藤の当確を出してしまい、のちに訂正した（なお斎藤は比例復活）。
2021年の第49回衆議院議員総選挙での事例
2021年10月31日執行の第49回衆院選は、立憲民主党の議席増・日本維新の会の大躍進が予測されていた。出口調査でも、自民党と立憲民主党の議席についてNHKは「212～253 対 99～141」、日本テレビは「238 対 114」、テレビ朝日は「243 対 113」、TBSは「239 対 115」、テレビ東京は「240 対 110」、フジテレビは「230 対 130」と予測。自民党単独での過半数である233議席以上の獲得は微妙と速報された。
しかし、結果的には、自民党は追加公認の2議席を含めて「絶対安定多数」（261議席）を確保し勝利。一方の立憲民主党は改選前110議席から14議席減らし96議席となる惨敗となり、各社の出口調査は大きく外れる事態となった。この結果を受けて、NHKの正籬聡放送総局長は11月4日に行われた定例会見で「今回の結果を真摯に受け止めて、しっかりと検証して改善に結びつけたい」とコメントした。